# BR-476
De BR-476 is een federale weg in de deelstaten Paraná en São Paulo in het zuiden van Brazilië. De weg is een verbindingsweg tussen União da Vitória (vanaf de deelstaatgrens) en Apiaí.
De weg heeft een lengte van 366,4 kilometer.

## Aansluitende wegen
- BR-153, PR-153 en PR-281 bij União da Vitória
- BR-153/PR-153/PR-160
- PR-281
- PR-151, PR-281 en PR-364 bij São Mateus do Sul
- PR-281
- PR-433
- PR-427 bij Lapa
- PR-512
- PR-510 en PR-511 bij Contenda
- PR-421 en PR-423 bij Araucária
- BR-116, BR-277, BR-376 en PR-415 bij Curitiba
- PR-340 bij Tunas do Paraná
- BR-373, SP-165, SP-249 en SP-250 bij Apiaí

## Plaatsen
Langs de route liggen de volgende plaatsen:
- União da Vitória
- Paula Freitas
- São Mateus do Sul
- Lapa
- Contenda
- Araucária
- Curitiba
- Bocaiuva do Sul
- Tunas do Paraná
- Adrianópolis
- Apiaí